# Dean Hammond
Pour les articles homonymes, voir Hammond.
Dean John Hammond (né à Hastings le 7 mars 1983) est un footballeur anglais. Il joue au poste de milieu de terrain pour le club de Leicester City.

## Carrière
Dean Hammond commence sa carrière dans le club de Brighton & Hove Albion et est prêté consécutivement à deux clubs en 2003 : Aldershot Town et Leyton Orient, où il cumule du temps de jeu. Un mois après son arrivée à Leyton Orient, il est prolongé pour un mois supplémentaire. Finalement, en trois mois, il joue 16 matchs pour ces deux formations. Revenu à Brighton, il devient progressivement titulaire régulier dans l'équipe et signe une prolongation de contrat de deux ans en septembre 2004. Son entraîneur, Mark McGhee, dit alors de lui : « Il a saisi sa chance avec les deux mains et prouvé qu'il peut rester dans une équipe qui gagne des matchs en Championship. »
En janvier 2008, il est transféré à Colchester United pour une somme de 250 000 £. Il n'y passe qu'une saison, sous les ordres de Paul Lambert.
Un an et demi plus tard, en août 2009, il signe à Southampton pour une durée de trois ans. Il a alors 26 ans et son entraîneur Alan Pardew dit de lui : « Dean est un fantastique leader et il est terriblement énergique. Il a été capitaine à Colchester et il apportera au club beaucoup de qualités que, je crois, les supporters apprécieront. » Au commencement de la saison 2011-2012, il prolonge son contrat jusqu'en 2014. En 2012, il est prêté à Brighton & Hove Albion.
Le 20 octobre 2015, il est prêté à Sheffield United.

## Palmarès
Avec Southampton, il est champion de Football League Trophy en 2010 avant d'être vice-champion de D3 en 2010 puis vice-champion de D2 en 2012.
Avec Leicester City, il est de nouveau Champion de D2 en 2014.